# Tekken 5: Dark Resurrection
Tekken 5: Dark Resurrection (鉄拳5 DARK RESURRECTION?), semplicemente Tekken: Dark Resurrection nella versione per PSP, è un videogioco, versione rimasterizzata e migliorata di Tekken 5.
In Tekken DR sono state aggiunte nuove modalità di gioco e due nuovi personaggi: Sergei Dragunov, militare russo con il compito di catturare Devil Jin, e Lili, giovane ereditiera monegasca con la passione per la lotta e diretta rivale di Asuka Kazama. Inoltre fa un misterioso ritorno Armor King, maestro di King creduto morto in una rissa da bar per mano di Craig Marduk. 
Le nuove modalità di gioco sono: la modalità Dojo, dove si dovranno affrontare innumerevoli avversari su dei Dojo sperduti su un'isola sperduta, la modalità "Gold Rush" in cui bisogna colpire l'avversario in un lasso di tempo più breve possibile, guadagnando tanto denaro quanto si è arrecato danno al nemico e il "Comand Attack" nel quale si dovranno eseguire le mosse indicate su schermo nel minor tempo possibile. 
Infine, vi sono altri dettagli aggiuntivi ad esempio, vi sono più oggetti da poter acquistare per la personalizzazione, compresa l'Aura, un alone di energia che è possibile assegnare ad un personaggio, ma che non ha effetti sul combattimento. Infine vi è la presenza di una nuova forma demoniaca del nemico di turno Jinpachi Mishima, il boss presente anche in Tekken 5, ora sbloccabile ed utilizzabile come personaggio.

## Modalità di gioco
Nel gioco il gameplay e le meccaniche di gioco sono rimaste invariate da Tekken 5, sono presenti anche lo stesso numero di arene originali di Tekken 5 (seppur leggermente alterate) con l'aggiunta di due nuove arene dedicate ai nuovi personaggi. Le modalità principali di gioco disponibili sono rimaste invariate sono state però rimosse il minigioco "Tekken Devil Within" e le modalità arcade storiche dei precedenti titoli inclusi in Tekken 
Finendo la modalità storia, vengono visualizzati i medesimi video di Tekken 5, ma in una risoluzione più elevata. 
La modalità Arcade è rimasta invariata, con l'unica differenza che il grado di "Tekken Lord" non è più l'ultimo, bensì esiste il grado di "Dark Lord" (che fa riferimento al titolo del gioco) e il titolo "Divine Fist" ottenibile solo completando la modalità dojo.
Infine è stato reinserito il Tekken Bowl, dove i giocatori potranno sfidarsi in divertenti partite a bowling, con la possibilità di giocare in due su un'unica console.

### Modalità
- Storia
- Arcade
- Time Attack
- Gold Rush
- Command Attack
- Pratica
- Versus

## Personaggi

### Nuovi personaggi
- Emilie "Lili" Rochefort
- Sergei Dragunov
- Armor King II (fratello minore e sostituto del defunto Armor King I)

### Vecchi personaggi
- Anna Williams
- Asuka Kazama
- Baek Doo San
- Bruce Irvin
- Bryan Fury
- Christie Monteiro
- Craig Marduk
- Devil Jin (Sub-boss)
- Eddy Gordo
- Feng Wei
- Ganryu
- Heihachi Mishima
- Hwoarang
- Jack-5
- Jin Kazama
- Jinpachi Mishima (Boss finale, sbloccabile nella versione console PS3)
- Julia Chang
- Kazuya Mishima
- King II
- Kuma
- Lee Chaolan
- Lei Wulong
- Ling Xiaoyu
- Marshall Law
- Mokujin
- Nina Williams
- Panda (variante costumistica per Kuma)
- Paul Phoenix
- Raven
- Roger Jr.
- Steve Fox
- Wang Jinrei
- Yoshimitsu

## Tekken 5: Dark Resurrection Online
Tekken 5: Dark Resurrection è stato prodotto anche per la console Sony PlayStation 3 con il nome di Tekken 5: Dark Resurrection Online, ma è possibile acquistarlo solo scaricandolo dal PlayStation Network, il negozio virtuale di Sony. Vi sono però molte differenze con la versione per PSP, mancano infatti alcune modalità di gioco come il Tekken Bowl, o ancora la modalità storia con l'intro, le cut scene e gli ending dei vari personaggi (anche se nella modalità galleria sono presenti gli ending di Lili, Armor King e Sergei Dragunov).
Queste mancanze vengono comunque bilanciate da una grafica in alta definizione e due dettagli molto importanti per chi ama la serie: Infatti, la versione per PlayStation 3 come si evince dal titolo, consente di sfidare online i giocatori di tutto il mondo, ed è l'unica in cui è possibile sbloccare il boss Jinpachi Mishima, che sarà presente nella forma umana, nella forma Demone classica e nella forma Demone presente in Tekken Dark Resurrection.

## Accoglienza
La rivista Play Generation diede alla versione per PlayStation Portable un punteggio di 97/100, trovando che per numero di opzioni, qualità tecnica e divertimento offerto era il miglior picchiaduro per PSP e uno dei migliori in generale.